# Ana Mestre
Ana María Mestre García (Jerez de la Frontera, Cádiz, 8 de julio de 1981) es una política española del Partido Popular (PP), parlamentaria andaluza por el grupo popular en el Parlamento Andaluz y candidata a la alcaldía de Sanlúcar de Barrameda (Cádiz) en las municipales de 2015.
Anteriormente fue la delegada del Gobierno de la Junta de Andalucía en la provincia de Cádiz. Actualmente es la vicepresidenta primera del Parlamento andaluz por Cádiz.

## Trayectoria política
- Afiliación a NNGG del Partido Popular de Jerez de la Frontera en el año 2000
- Presidenta local del NNGG-Jerez de 2002 a 2004
- Presidenta provincial de NNGG-Cádiz de 2004 a 2006
- Diputada provincial (Excma. Diputación de Cádiz) de 2008 a 2011
- Vicesecretaria de Organización del PP-Cádiz de 2006 a 2011
- Candidata número 5 en las listas al Congreso de los Diputados en elecciones 2008
- Concejala del Ayuntamiento de Cádiz desde 2007. Delegada de la Mujer, Educación y Universidad
- Portavoz en la Comisión de Justicia e Interior del Parlamento de Andalucía
- Vicesecretaria General y Portavoz PP Cádiz.
- Vicesecretaria de Política Municipal del PP de Andalucía.
- Candidata a la Alcaldía de Sanlúcar de Barrameda en las Elecciones Municipales de 2015.
- Concejal en el Ayuntamiento de Sanlúcar de Barrameda.
- Delegada del Gobierno de la Junta de Andalucía en la provincia de Cádiz.
- Presidenta del Partido Popular de Cádiz, sustituyendo a Antonio Sanz Cabello.[4]
- Vicepresidenta primera del Parlamento de Andalucía